# Iresioides basalis
Iresioides basalis là một loài bọ cánh cứng trong họ Cerambycidae.